# Hoechst-Haus

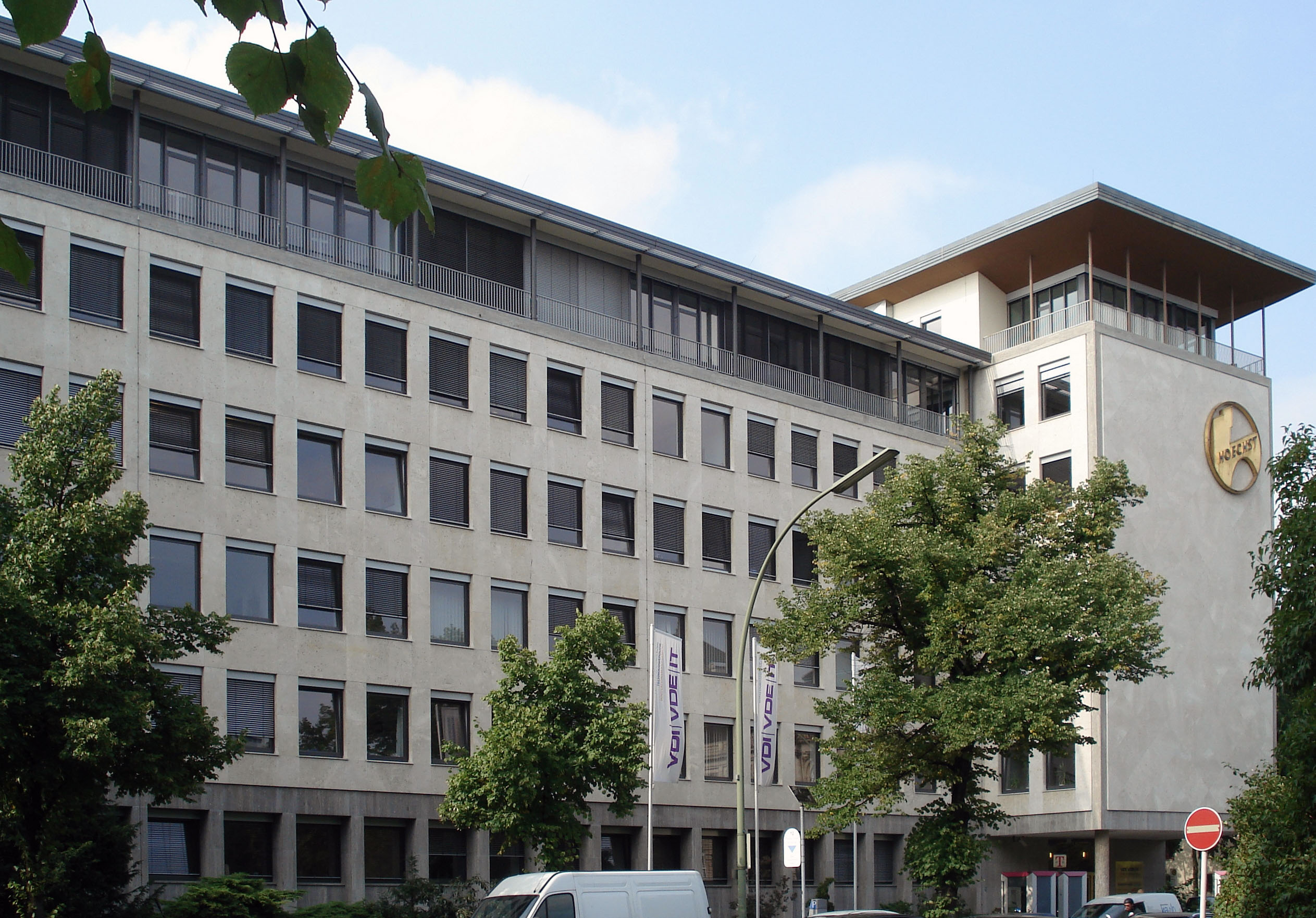
Hoechst-Haus

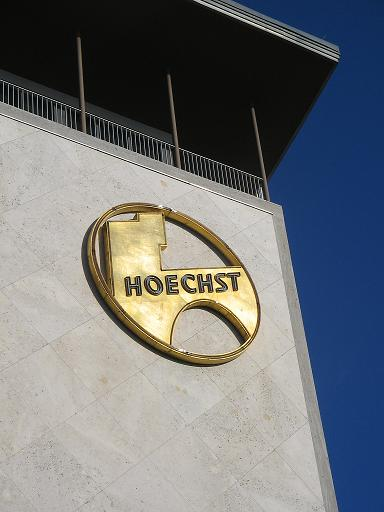
Hoechst-Emblem an der Fassade

Das Hoechst-Haus ist ein Bürohaus am Steinplatz im Berliner Ortsteil Charlottenburg. Der denkmalgeschützte Bau wurde von den Architekten Hans Geber und Otto Risse für den Chemiekonzern Farbwerke Hoechst AG konzipiert und 1955 fertiggestellt.

## Geschichte, Lage und Nutzung
Das Gebäude wurde als Verwaltungssitz für die Farbwerke Hoechst gebaut. Das Erdgeschoss ist mit Platten aus Muschelkalk und die höheren Geschosse sind mit Trosselfels verkleidet. Die innenliegende Treppe gilt als herausragende Konstruktion der Architektur der 1950er Jahre. Das gesamte Gebäude steht in der Berliner Denkmalliste. Es befindet sich an der Goethestraße, Ecke Hardenbergstraße, und wurde bis 2005 teilweise von der TU Berlin genutzt. Seit 2006 ist das Gebäude Sitz der VDI/VDE Innovation + Technik GmbH.